# GeoCities
GeoCities — служба бесплатного веб-хостинга, созданная в 1994 году. Позже была куплена Yahoo!, а в 2009 году закрыта во всём мире, кроме Японии. Объём контента сервиса оценивался в 10 терабайт. В 2019 году сервис был закрыт и в Японии.

## Этимология
Название службы GeoCities (geo — универсальный корень для феноменов, сгруппированных по географическому расположению, cities — англ. города) связано с тем, что сайты пользователей были сгруппированы по «виртуальным городам», которые были названы на основе реально существующих городов.
Принадлежность какого-либо сайта пользователя к какому-либо «виртуальному городу» зависела от тематики этого сайта пользователя.
Например, какой-либо сайт пользователя, посвященный компьютерам, находился в «виртуальном городе» «Кремниевая долина» (Silicon Valley); какой-либо сайт пользователя, посвященный развлечениям — в «виртуальном городе» Голливуд; какой-либо сайт пользователя, посвященный военным технологиям, находился в «виртуальном городе» Пентагон; а какой-либо сайт пользователя, посвященный культуре и искусству — в «виртуальном городе» Афины.
Всего в службе GeoCities существовало приблизительно пятьдесят «виртуальных городов».